# Coming Up for Air (EP)
Pour les articles homonymes, voir Coming Up for Air.
Albums de Ride
Live Reading Festival 1992
(2001) Waves
(2003)
Coming Up for Air est un EP instrumental du groupe Ride, enregistré en 2001 pour l'émission "Pioneers" de la chaîne Channel 4 et publié l'année suivante en édition limitée. Le site officiel du groupe en propose un extrait en mp3 ainsi qu'une vidéo.

## Contexte
Alors que le groupe n'avait plus joué ensemble depuis les sessions d'enregistrement de Tarantula, un producteur de Channel 4 a pris contact avec Andy Bell et Mark Gardener pour enregistrer 10 à 15 minutes de musique pour l'émission "Pioneers", consacrée à Sonic Youth. Andy Bell a insisté pour réunir exceptionnellement le groupe pour cette session. Chacun des membres du groupe a accepté d'y participer.

## Enregistrement
Le 16 octobre 2001, les quatre musiciens ont rejoint le studio de répétition John Henry pour entamer une jam session, n'ayant rien écrit au préalable. Aucun travail de post-production n'a été effectué sur les bandes, enregistrées sans fioritures, avec seulement un micro par instrument. Environ une heure de musique (uniquement instrumentale) a été enregistrée et filmée. Seule une partie figure sur l'EP final.

## Titres
1. Soundcheck 1
2. Soundcheck 2
3. Performance